# XQL
XQL(XML Query Language), em português, "linguagem de consulta em XML", é uma linguagem para consultas em documentos em XML, que está em desenvolvimento e está somente publicado no W3C como uma "nota".